# 스리 (텔레비전 채널)
스리(영어: Three, +HR=E)는 뉴질랜드의 텔레비전 채널이다. 1989년 11월 26일에 뉴질랜드 최초의 민영 텔레비전으로 개국하였다. 1989년부터 2017년까지는 TV3이라는 이름을 사용했다.
스리는 현재 국영 기업 Kordia를 통한 디지털 지상파 무료 방송과 (4개 시장을 대상으로 지역 광고를 행한다.) 위성을 통해 전국적으로 방송된다. 보다폰은 웰링턴과 크라이스트처치에서의 케이블 가입자에 대해 방송을 보내주고 있다. 지상파 아날로그 방송은 2013년 12월 1일 종료될 때까지 전국적으로 방송되었다.
스리는 미디어웍스 뉴질랜드(MediaWorks New Zealand)에 소유되고 있는 종합 엔터테인먼트 채널로, en:Newshub 산하로 뉴스 및 시사 프로그램도 방송하고 있다.